# Historias negras del fútbol argentino
Historias Negras del Fútbol Argentino es un libro escrito por el periodista argentino Alejandro Fabbri, publicado en abril de 2008. Aborda diversos episodios de partidos con resultados arreglados, arbitrajes escandalosos, sobornos e incentivaciones entre los equipos del fútbol argentino, desde la época del amateurismo hasta inicios de los años '70.
Algunas historias comentadas hablan de simpatizantes de Newell’s que intentaron ahorcar a un árbitro, funcionarios que secuestraron los pasaportes de jugadores destacados para que no emigrasen, árbitros atacados por jugadores e hinchas armados, partidos suspendidos que se continuaron a pesar de restar un minuto de juego, entre otras.
Fabbri comentó en una entrevista con la agencia Télam sobre las causas de la violencia: "La cuestión de fondo es la no tolerancia a la derrota y a una autoridad que se puede equivocar.
En 2010, el autor presentó un segundo libro, Nuevas Historias Negras del Fútbol Argentino, que relata hechos posteriores a 1970.